# Medlem
En medlem är en person, företag, organisation, kommun eller stat som tillhör en formell eller informell grupp, förening eller organisation. Medlemskapet innebär både rättigheter och skyldigheter gentemot föreningen. Inte minst har en ordinarie medlem rösträtt på årsmötet och blir valbar till förtroendeuppdrag inom föreningen. I den svenska folkrörelsetraditionen tillmäts medlemskapet ett stort värde. Värt att nämna är att man kan vara medlem i andra grupper än just föreningar, som t.ex. internetforum, i dessa kretsar ger medlemskap inte nödvändigtvis några rättigheter såsom rösträtt på årsmöten, då dessa i allmänhet inte existerar.
En observatörsmedlem är en medlem av en organisation som har så kallad observatörsstatus snarare än ett fullvärdigt medlemskap, och därför saknar vissa rättigheter, såsom exempelvis rösträtt vid kongresser eller årsstämmor.

## Medlemsnytta och nytta med medlemskap
Niklas Hill och Angeli Sjöström Hederberg beskriver i sin bok Medlemsmodellen två anledningar till att medlemmar är med i en förening. Medlemsnytta innebär personliga fördelar genom medlemskapet, till exempel en medlemstidning eller rabatter. Nytta med medlemskapet innebär att personer går med i föreningen för att göra skillnad för andra. Så är exempelvis fallet i miljö- eller människorättsorganisationer. Enligt Hill och Sjöström erbjuder de flesta organisationer både medlemsnytta och nytta med medlemskapet.